# コンピエーニュの戦い
コンピエーニュの戦い（Battle of Compiègne）は、715年9月26日に起こった715～718年のフランク内戦中の戦いである。この内戦自体は714年12月16日のフランク公（Duke of the Franks）ピピン2世が死んだのに伴うものである（詳細はカール・マルテルを参照、なおカール・マルテルはこの時ケルンに幽閉されていた）。
フランク王ダゴベルト3世は、ピピンが後継者として選んだ孫のテウドアルドに反抗して、ラガンフリドをアウストラシア宮宰に任命したが、ピピン家政権からは無視されていた。そんな中でラガンフリドは、フリースラント王のレッドボットと同盟してテウドアルドと戦いこれを撃破、テウドアルドの祖母で権勢をふるっていたフランク王国宮宰ピピン2世の正妻プレクトルードが実家の拠点で彼女がピピン家の資金を貯めていたケルンに逃れていた一方で、ラガンフリドはアウストラシア宮宰の地位をテウドアルドから奪った。ラガンフリドは翌716年からダゴベルト3世を継いだキルペリク2世とともに、ピピン家の本拠地であるマース川・アルデンヌ地域への軍事行動に乗り出すことになる。
『リベル・イストリアエ・フランコルム（Liber Historiae Francorum）』によれば、テウドアルドはすぐにその「無実の命（innocent life）」を失った（当時10歳であった）が、他の記述ではその後何年も生き残ったことが示されている（カール・マルテルの保護を受け741年まで存命したとされる）。いずれにせよ、ピピンの非嫡出子であるカール・マーテルはケルンより脱走、さらに715年のうちにダゴベルト3世は亡くなった（死因不明）。
新フランク王として即位したキルペリク2世はラガンフリドを再任し、その権力をネウストリアの人々に認めさせたが、アウストラシアの大貴族たちはカール・マルテルを宮宰に選出した。プレクトルードは後にケルンに幽閉されたが、アウストラシアにはまだ支持者がいたため、フランク内戦はこの三者によるの対立構造のもと進んでゆくこととなった。